# Tozo (football)
Mariel Everton Cosmo da Silva, plus communément appelé Tozo est un footballeur brésilien né le 15 août 1980 à Moji-Mirim.